# Penisola Derocher
La penisola Derocher è una penisola lunga circa 40 km e completamente coperta dai ghiacci, situata sull'isola di Alessandro I, in Antartide. La penisola, la cui estremità prende il nome di punta Mazza e che arriva a un'altezza di circa 800 m s.l.m. in corrispondenza del monte Grieg, si trova in particolare sulla costa centro-occidentale della penisola Beethoven, tra l'insenatura di Brahms, a sud-ovest, e l'insenatura di Mendelssohn, a nord-est, che sono entrambe ricoperte dal ghiaccio.

## Storia
La penisola Derocher è stata fotografata dal cielo già durante la spedizione antartica di ricerca svolta nel 1947-48 e comandata da Finn Rønne, ed è stata delineata più dettagliatamente nel 1960 da D. Searle, cartografo del British Antarctic Survey (al tempo ancora chiamato "Falkland Islands Dependencies Survey", FIDS), sulla base di fotografie aeree scattate durante tale spedizione. Dopo essere stata mappata ancora più in dettaglio da membri dello United States Geological Survey grazie a fotografie satellitari scattate da uno dei satelliti Landsat tra il 1972 e il 1973, è stata infine così battezzata dal Comitato consultivo dei nomi antartici in onore del comandante Paul J. Derocher, della marina militare statunitense, che comandò lo squadrone di sviluppo antartico VX-6 dal maggio 1985 al maggio 1986.